# Albert Michotte
Albert Michotte (voluit Albert Edouard Michotte van den Berck) (Sint-Joost-ten-Node, 13 oktober 1881 — Leuven, 2 juni 1965) was een Belgisch psycholoog.  Na zijn studies in de psychologie werd hij benoemd tot professor aan de faculteit Letteren en Wijsbegeerte van de Katholieke Universiteit Leuven. Hij was een pionier op het vlak van de experimentele psychologie en heeft onder andere met Wilhelm Wundt en Armand Thiery, die hij opvolgde, samengewerkt.  
In 1923 richt Michotte binnen de faculteit de School voor toegepaste Pedagogie en Psychologie op.  Samen met Arthur Fauville, met wie hij samenwerkt in 1922 aan de Amerikaanse Cornell University, richt hij te Leuven een laboratorium voor pedagogische psychologie op. In 1935 richt hij samen met de faculteit geneeskunde een psychologische consultatiedienst op voor kinderen. In 1928 richt Michotte, samen met Raymond Buyse een laboratorium op voor experimentele didactiek.
Tijdens de academische carrière van Michotte was er een steile opgang van het psychologisch onderzoek op terreinen die voorheen nog niet werden bestudeerd. Michotte ontving in 1949 een eredoctoraat van de Katholieke Universiteit Nijmegen. In 1952 ging hij met emeritaat na een succesvolle academische carrière.

## Trivia
- Michotte was erelid van K.A.V. Lovania Leuven.
- Aan de faculteit psychologie van de Katholieke Universiteit Leuven (Tiensestraat) werd een auditorium naar hem vernoemd: "Auditorium Michotte".
- Aan de faculteit psychologie van de Université catholique de Louvain is een museum gewijd aan Michotte: het Musée Albert Michotte de la Psychologie Expérimentale .[2]
- Het domein waar hij vroeger woonde, is ondertussen omgedoopt tot het Michotte-park en eigendom van de stad Leuven. Het kasteel werd afgebroken.

- Bibsys: 90591416
- Bibliothèque nationale de France: cb124310616 (data)
- CiNii: DA05443111
- Gemeinsame Normdatei: 119217171
- International Standard Name Identifier: 0000 0000 8131 735X
- Library of Congress Control Number: n87154039
- Nationale Bibliotheek van Letland: 000121565
- Mathematics Genealogy Project: 142147
- Nationale bibliotheek van Australië: 35826636
- Nationale Bibliotheek van Israël: 987007424708705171
- Nederlandse Thesaurus van Auteursnamen: 06747554X
- Réseau des bibliothèques de Suisse occidentale: 02-A003592639
- Istituto Centrale per il Catalogo Unico: CFIV045244
- SNAC: w6rb9p9t
- Système universitaire de documentation: 033446121
- Trove: 1105363
- Virtual International Authority File: 52494182
- WorldCat: E39PBJj4xCvjDfrpp9HXk6jpyd